# Jorge Medina
Jorge Luis Medina Arroyo (ur. 9 stycznia 1995) – ekwadorski zapaśnik walczący w stylu wolnym. Brązowy medalista igrzysk Ameryki Południowej w 2018, a także igrzysk boliwaryjskich w 2017. Czwarty na mistrzostwach Ameryki Południowej w 2014 roku.